# گامزه نور یامان
گامزه نور یامان (انگلیسی: Gamze Nur Yaman؛ زادهٔ ۲۵ آوریل ۱۹۹۹) بازیکن فوتبال اهل ترکیه است.
وی همچنین در تیم‌های ملی فوتبال Turkey women's national under-19 football team و زنان ترکیه بازی کرده‌است.